# Brésil aux Jeux olympiques de 1920
Le Brésil participe pour la première fois de son histoire aux Jeux olympiques d'été de 1920 à Anvers. Le pays gagnera sa première médaille de bronze, d'argent et d'or grâce au tir.

## Liste des médaillés brésiliens

### Médailles d'or
| Sport              | Discipline      | Sportifs           | Performance |
| Médailles d'or : 1 |                 |                    |             |
| Tir                | Pistolet à 30 m | Guilherme Paraense |             |

### Médailles d'argent
| Sport                  | Discipline            | Sportifs         | Performance |
| Médailles d'argent : 1 |                       |                  |             |
| Tir                    | Pistolet libre à 50 m | Afrânio da Costa |             |

### Médailles de bronze
| Sport                   | Discipline                        | Sportifs                                                                           | Performance |
| Médailles de bronze : 1 |                                   |                                                                                    |             |
| Tir                     | Pistolet libre à 50 m par équipes | Dario Barbosa Afrânio da Costa Guilherme Paraense Fernando Soledade Sebastião Wolf |             |